# 白馬樅の木ホテル
白馬樅の木ホテル（はくばもみのきホテル）は、長野県北安曇郡白馬村にあるホテル。政府登録国際観光旅館。
白馬村和田野の森地区に立地している。自然豊かなカラマツ林の中にあり、白馬八方尾根スキー場にもほど近い。風呂は白馬八方温泉より引湯。食事はビュッフェ形式で和食・洋食を提供している。長野県内のホテルとして初めてグランピングサイトを併設、リゾート気分で夏のアウトドア・アクティビティを体験できる。

## 施設
- 登録・指定 - 政府登録国際観光旅館[1]

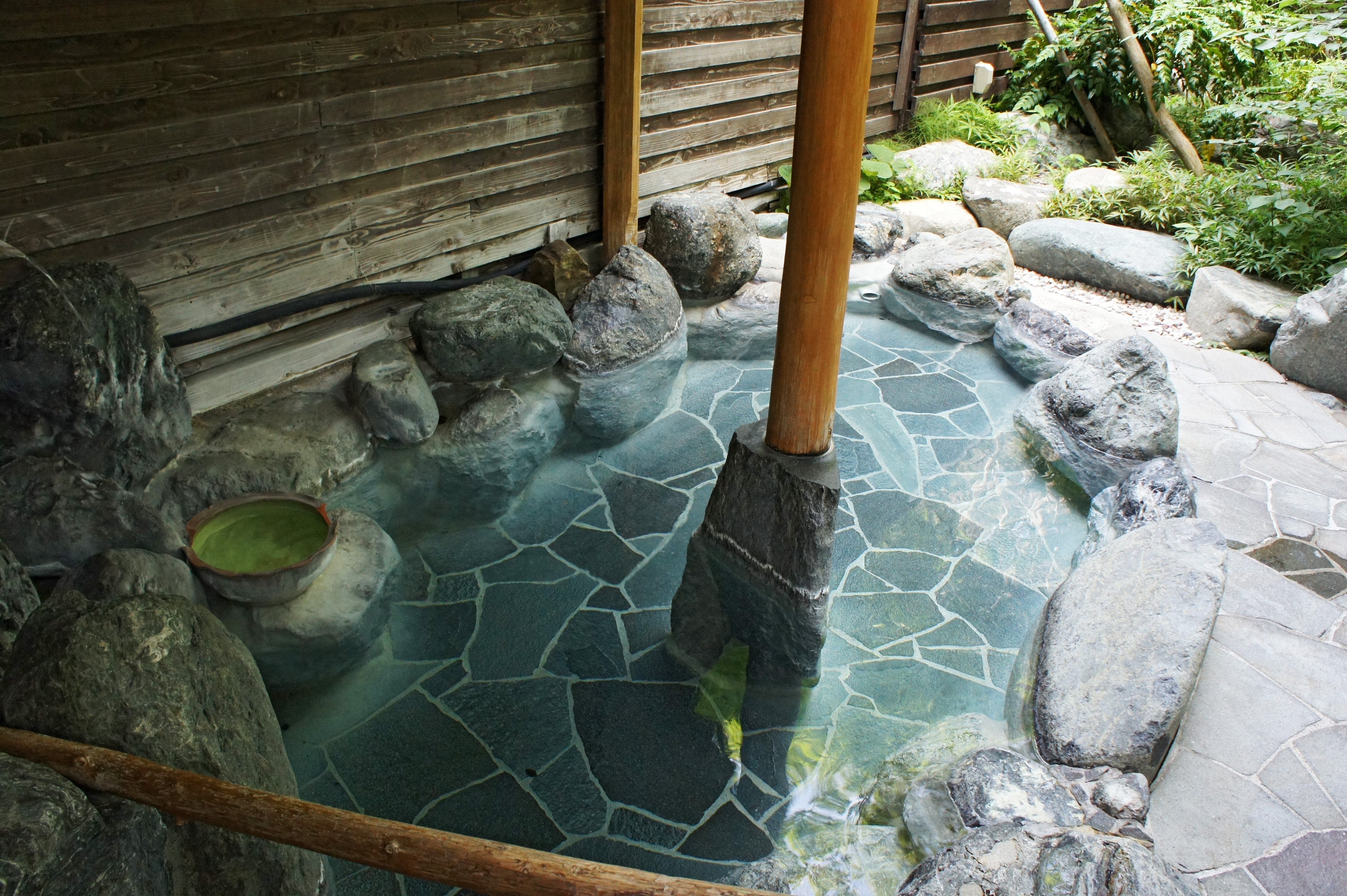
庄兵衛の湯

- 客室 - 75室（和室3室・洋室36室・和洋室9室・特別室26室・マウンテンスイート1室）[1]
- 合計収容人数 - 180人[1]
- 温泉 - 「庄兵衛の湯」（温泉名「八方温泉」、泉質はアルカリ性単純温泉 (pH 11.34)、掛け流し・循環式併用、美肌作用・疲労回復・関節痛・筋肉痛・五十肩・消化器病・神経痛・リュウマチなどに効く）[1][3]
- 浴場 - 大浴場・露天風呂・サウナ風呂[1]
- その他 - レストラン、喫茶店、宴会場（最大30人収容）、有線・無線LAN対応、英語・中国語対応[1][3]

## 交通アクセス
- 公共交通機関

JR大糸線・白馬駅下車。無料送迎あり。
アークヒルズ（東京都港区赤坂・六本木）、東京ヘリポート（江東区新木場）、成田国際空港からヘリコプターで60 - 80分間。
- 自家用自動車

長野自動車道・安曇野インターチェンジ、または上信越自動車道・長野インターチェンジ、あるいは北陸自動車道・糸魚川インターチェンジから自動車でそれぞれ60分間。普通車30台、大型バス2台が駐車可能な無料駐車場がある。電気自動車対応の充電スタンドを設置。

## 周辺
- 白馬八方尾根スキー場[1]

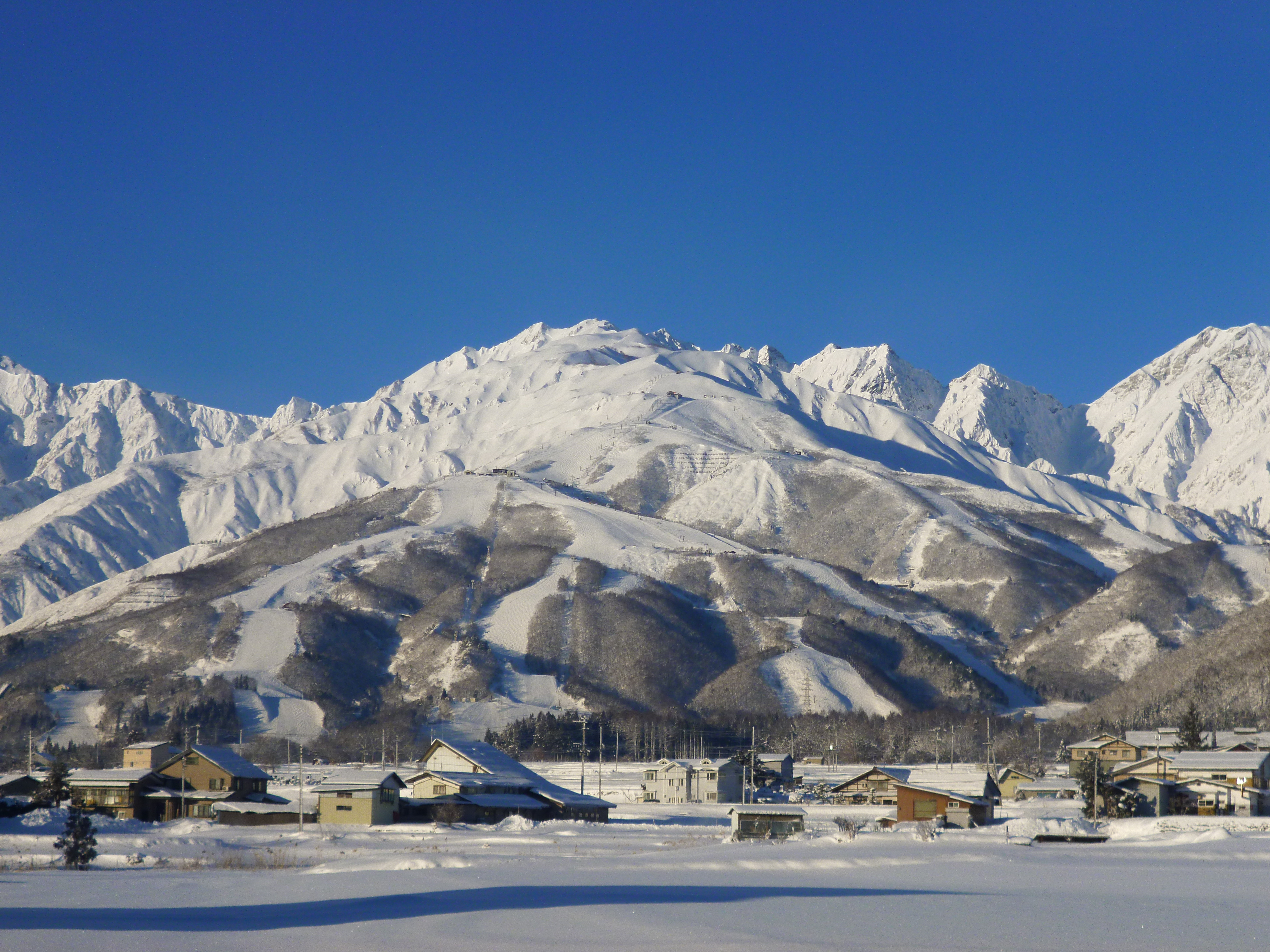
白馬八方尾根スキー場

- 白馬岩岳スノーフィールド（白馬岩岳ゆり園）[1]
- 白馬五竜スキー場（五竜岳）[1]
- 猿倉（白馬岳登山口、白馬岳#登山を参照） [1]

## その他
- 2014年（平成26年）11月22日、長野県神城断層地震（マグニチュード6.7、白馬村で震度5強）が発生。樅の木ホテルを含む数件の宿泊施設・入浴施設が被災者に無償で入浴サービスを提供した。白馬村は村制施行60周年にあたり、震災復興功労として一連の施設を表彰した[6][7]。